# Matemática moderna
La Matemática Moderna fue un cambio breve y dramático en la forma en que se enseñaba matemática en las escuelas primarias de Estados Unidos y en menor medida en los países europeos, durante la década de 1960. El nombre se da comúnmente a un conjunto de prácticas de enseñanza introducidos en los Estados Unidos poco después de la crisis del Sputnik. El objetivo era impulsar la educación científica y la habilidad matemática de los estudiantes para hacer frente a la amenaza tecnológica de los ingenieros soviéticos, que según se dice eran matemáticos muy hábiles.
La característica básica de la matemática moderna fue la implantación de la teoría de conjuntos y de elementos de la álgebra abstracta en las clases escolares.

## Origen de la Matemática Moderna
A mediados del siglo XX algunos matemáticos señalaron que las dificultades que se producían en el aprendizaje de la matemática eran causadas por las presentaciones defectuosas de la matemática tradicional (definiciones poco precisas, conceptos no suficientemente generales, demostraciones poco rigurosas, etc.) que inducían en el alumno una concepción confusa de la matemática por ausencia de una estructura deductiva rigurosa. Por esto se pensó que habría que abandonar la enseñanza "tradicional" y ser sustituidas por otras supuestamente modernas.
En el Congreso de Royaumont, en Francia en 1959, bajo la consigna "abajo Euclides", se impulsó el inicio de la reforma. Se propuso reconstruir la matemática de la enseñanza básica y secundaria desde ese punto de vista global.

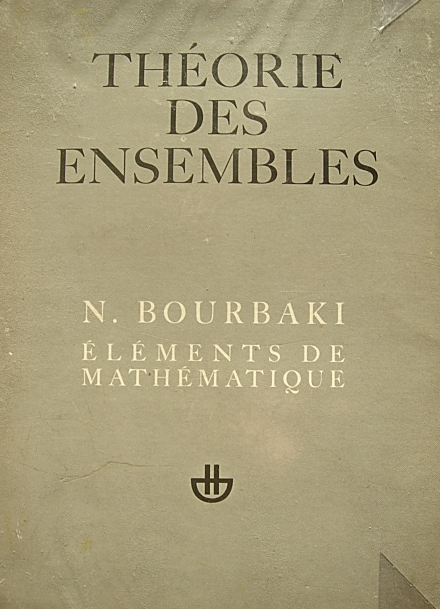
Primer tomo de los "Elementos de Matemática"

La principal inspiración de la matemática de la reforma provenía de Nicolás Bourbaki, seudónimo empleado por alguno de los mejores matemáticos franceses que desde 1935 se habían unido para emprender la empresa de publicar una serie de libros con el título Elementos de Matemáticas. Su objetivo era ofrecer una presentación bien organizada y fundamentada de esta ciencia para lo que utilizaron como elemento unificador la noción de estructura matemática, dividida a su vez en Álgebra y el lenguaje de Teoría de Conjuntos. 
Este movimiento contó con la influencia del psicólogo suizo Jean Piaget, considerado el padre de la Psicología Evolutiva; Piaget ofrecía una base psicológica de la estructura que proponía Bourbaki.
La Matemática Moderna considera que se debe enseñar la Matemática “de hoy en día”, es decir, que la Matemática tenía que estar de acuerdo con el espíritu de la época, que creía que la Matemática servía para estructurar el pensamiento y que eran el lenguaje de la ciencia. Se decía que se puede encontrar matemática en todas partes, pero no cualquier tipo de matemática, sino la de hoy en día; la teoría de conjuntos, las estructuras matemáticas, la probabilidad, la estadística, el álgebra, etc. Como ejemplo de querer introducir lo más tempranamente esta matemática moderna tenemos la introducción de la teoría de conjuntos en la etapa infantil.

## Características de esta reforma
Las características de la Matemática Moderna son:
- Definiciones en exceso formalizadas.
- La Matemática desde el punto de vista del Álgebra Abstracta y la Teoría de Conjuntos.
- Los conceptos se presentan de la forma más general posible y separados de los contextos que les dan sentido.
- Desarrollo de la Geometría axiomática.
- Busca introducir la Matemática lo antes posible a los alumnos.
- Presenta la Matemática como terminada y organizada deductivamente.

## Consecuencias de la Matemática Moderna
El deductivismo exagerado hizo que se considerara que la Matemática estaba terminada, lo que hizo que se dejara de lado el “hacer Matemática”, es decir, la acción, las conjeturas, la imaginación, etc.
Las definiciones en exceso formalizadas hicieron que los alumnos aprendan a manipular mecánicamente los símbolos perdiendo el significado y las relaciones con los contextos y con otros conceptos.
El exceso de generalización, los conceptos se presentaban de la manera más general posible, con lo cual se iba de lo más general a lo más particular y, por lo tanto no se mostraban al alumno las situaciones concretas que permitían abstraer sus similitudes e ir de lo concreto a lo más general.
Las matemáticas por las matemáticas: la Matemática se presentaba muy centrada en ella misma y alejada de otras ciencias. Se presentaban pocas situaciones no matemáticas que permitan a los alumnos conocer la aplicación de las matemáticas a la realidad.
Se pierde de vista la Geometría y la Matemática se centra en lo algebraico.